# Brengkol
Brengkol is een bestuurslaag in het regentschap Purworejo van de provincie Midden-Java, Indonesië. Brengkol telt 1964 inwoners (volkstelling 2010).